# Beczka Danaid
Beczka Danaid – w mitologii greckiej beczka pozbawiona dna (bądź z dnem podziurawionym), którą Danaidy po śmierci zmuszone były bezustannie napełniać w Tartarze jako karę za zabicie w noc poślubną swych mężów. Kara dodatkowo polegała na czerpaniu i przenoszeniu wody sitem. 
W przenośni beczka (albo praca) Danaid to określenie ciężkiego, lecz bezowocnego i niekończącego się trudu.